# Praprotna Polica
Praprotna Polica je naselje u slovenskoj Općini Cerklju na Gorenjskem. Praprotna Polica se nalazi u pokrajini Gorenjskoj i statističkoj regiji Gorenjskoj. 

## Stanovništvo
Prema popisu stanovništva iz 2002. godine naselje je imalo 175 stanovnika.